# Rhinophantia longiceps
Rhinophantia longiceps är en insektsart som först beskrevs av Puton 1888.  Rhinophantia longiceps ingår i släktet Rhinophantia och familjen Flatidae. Inga underarter finns listade i Catalogue of Life.